# Lezioni di volo
Pour plus de détails, voir Fiche technique et Distribution.
Lezzioni di Volo est un film dramatique italien de 2007 réalisé par Francesca Archibugi .
Pour sa performance, Giovanna Mezzogiorno a été nommée pour Nastro d'Argento de la meilleure actrice et pour le David di Donatello dans la même catégorie,.

## Synopsis
Rome. Deux garçons de 18 ans, gâtés par des familles plus que fortunées, décident de partir en Inde pour découvrir leur véritable « moi ». Le voyage leur ouvre les portes d'un monde adulte ; Pollo, d'origine juive, tombe amoureux de Chiara, une gynécologue de World Aid, beaucoup plus âgée que lui et mariée ; Curry, d'origine indienne adopté par une famille romaine, redécouvre  ses racines.

## Fiche technique
- Titre : Lezioni di volo
- Réalisation :	Francesca Archibugi
- Sujet :	Francesca Archibugi
- Scénario :	Doriana Leondeff, Francesca Archibugi
- Maison de production : Cattleya, Rai Cinema, Babe Films
- Distribution en italien :	01 Distribution
- Photographie :	Pasquale Mari
- Montage :	Jacopo Quadri
- Musique :	Battista Lena
- Scénographie :	Davide Bassan
- Costumes :	Alessandro Lai
- Pays de production :  Italie
- Année :2007
- Durée : 106 min
- Genre: drame

## Distribution
- Giovanna Mezzogiorno : Chiara
- Andrea Miglio Risi : Apollonio « Pollo » Sermoneta
- Ange Tom Karumathy : « Curry »
- Douglas Henshall : Aarto
- Angela Finocchiaro : Annalisa
- Roberto Citran : Stefano
- Anna Galiena : Mère de Pollo
- Flavio Bucci : Léon
- Archie Panjabi : Sharmila